# یواس‌اس استالوارت (ام‌اس‌او-۴۹۳)
یواس‌اس استالوارت (ام‌اس‌او-۴۹۳) (به انگلیسی: USS Stalwart (MSO-493)) یک کشتی بود که طول آن ۱۷۲ فوت (۵۲ متر) بود. این کشتی در سال ۱۹۵۵ ساخته شد.